# Szellemi Tulajdon Nemzeti Tanácsa
A Szellemi Tulajdon Nemzeti Tanácsa (rövidítve: SzTNT) 2011. január 1-jétől a Magyar Szellemitulajdon-védelmi Tanács utódja; egy szakmai tanácsadó, véleményező szerv, amely segíti a Szellemi Tulajdon Nemzeti Hivatala elnökét bizonyos, a találmányok szabadalmi oltalmáról szóló törvényben meghatározott feladatai ellátásában. A Tanács a Hivatal elnökének felkérésére véleményezi a szellemi tulajdon védelmére irányuló átfogó intézkedések (programok, stratégiai elképzelések, hazai és közösségi jogszabályok, nemzetközi szerződések) tervezetét. A Tanács részt vesz a szellemi tulajdon védelmével kapcsolatos nemzeti stratégia kidolgozásában, valamint figyelemmel kíséri és előmozdítja annak végrehajtását. A Tanácsról e törvény 115/F. §-a rendelkezik. A Tanács a Hivatal elnöke által jóváhagyott ügyrend szerint működik.

## Története
- A Magyar Szellemitulajdon-védelmi Tanácsot eredetileg a 86/2000. (VI. 15.) Korm. rendelet[3] hozta létre, Magyar Szellemi Tulajdonvédelmi Tanács néven. Ezt a kormányrendeletet az egyes iparjogvédelmi törvények módosításáról szóló 2007. évi XXIV. törvény hatályon kívül helyezte. E törvény indokolása szerint: "A Tanács kitöltötte első ötéves mandátumát és részletesen beszámolt ötéves működésének figyelemre méltó eredményeiről; a Tanács felállítása jó döntésnek bizonyult, nagyban elősegítette a szellemi tulajdon védelmével kapcsolatos stratégiai döntések alapos előkészítését. A gazdasági és közlekedési miniszter 2006 februárjában nevezte ki újabb öt évre a - részben megváltozott összetételű - Tanács tagjait." A törvény (Szt.) 115/F. §-a - kisebb kiigazításokkal - az addig hatályos szabályozást vette át. A Tanács lehetséges tagjainak létszáma legfeljebb 15 volt.

A Magyar Szellemitulajdon-védelmi Tanács a 2010. évi CXLVIII. törvény 265. § (2) bekezdése alapján 2011. január 1-jével megszűnt. A találmányok szabadalmi oltalmáról szóló 1995. évi XXXIII. törvény vonatkozó rendelkezéseinek új szövegét a Magyar Köztársaság minisztériumainak felsorolásáról szóló 2010. évi XLII. törvénnyel összefüggésben szükséges törvénymódosításokról és egyes iparjogvédelmi tárgyú törvények módosításáról szóló 2010. évi CXLVIII. törvény állapította meg. Ezek a rendelkezések hozták létre a Szellemi Tulajdon Nemzeti Tanácsát.

## Tagjai
- A Tanács legfeljebb 12 tagú - iparjogvédelmi és szerzői jogi szakértelemmel rendelkező személyekből álló - testület. A tagok kinevezésére a Szellemi Tulajdon Nemzeti Hivatalának elnöke tesz javaslatot. A javaslat összeállításához véleményt kér a szellemi tulajdont érintő feladat- és hatáskörrel rendelkező központi államigazgatási szervek vezetőitől, valamint a szellemi tulajdon területén működő szakmai és érdekképviseleti szervezetektől. A tagokat a miniszter nevezi ki 5 évre. (A kinevezés további 5-5 évre meghosszabbítható.)

## A Tanács tagjainak névsora

### 2001. január 1-jétől
- A Tanács elnöke: Dr. Vékás Gusztáv - Magyar Szabadalmi Hivatal;
- A Tanács kormányzati tagjai:
  - Dr. Hamzsa Béla - főtanácsadó, Gazdasági Minisztérium;
  - Dr. Horváth Zoltán - államtitkári hivatalvezető, Nemzeti Kulturális Örökség Minisztériuma;
  - Dr. László Péter - helyettes államtitkársági titkárságvezető, Oktatási Minisztérium;
  - Dr. Marton István - főosztályvezető, Földművelésügyi és Vidékfejlesztési Minisztérium;
  - Sík Zoltán - informatikai kormánybiztos, Miniszterelnöki Hivatal;
  - Dr. Wallacher Lajos - főosztályvezető-helyettes, Igazságügyi Minisztérium;

- A Tanács szakértő tagjai:
  - Dr. Faludi Gábor - jogi igazgató, ARTISJUS Magyar Szerzői Jogvédő Iroda Egyesület;
  - Dr. Gödölle István - szabadalmi ügyvivő, a Szabadalmi Ügyvivői Kamara volt elnöke;
  - Dr. Greiner István - kutatási igazgató, Richter Gedeon Rt., a Magyar Iparjogvédelmi és Szerzői Jogi Egyesület főtitkárhelyettese;
  - Kézdi-Kovács Zsolt - filmrendező, a Magyar Filmunió Kft. igazgatója;
  - Kulcsár Péter - ügyvezető igazgató, Ipargazdasági Kutató és Tanácsadó Kft.;
  - Dr. Pakucs János - elnök, Magyar Innovációs Szövetség;
  - Dr. Vida Sándor - az állam- és jogtudományok doktora, iparjogvédelmi tanácsadó;
  - Dr. Vörös Imre - az állam- és jogtudományok doktora, tanszékvezető egyetemi tanár, volt alkotmánybíró.

forrás Archiválva 2010. október 19-i dátummal a Wayback Machine-ben

### 2003. szeptember 1-jétől
- A Tanács elnöke: Bogsch Erik, a Richter Gedeon Vegyészeti Gyár Nyrt. vezérigazgatója (Dr. Vékás Gusztáv helyett)
- Kormányzati tagok: 
  - Dr. Horváth Zoltán főcsoportfőnök, Nemzeti Kulturális Örökség Minisztériuma
  - Szitáné dr. Kazai Ágnes főosztályvezető, Nemzeti Kutatási és Technológiai Hivatal
  - Dr. Nikodémus Antal főosztályvezető, Gazdasági és Közlekedési Minisztérium
  - Dr. Marton István főosztályvezető, Földművelésügyi és Vidékfejlesztési Minisztérium
  - Dr. Szász Péter, a közigazgatási államtitkárság vezetője, Informatikai és Hírközlési Minisztérium
  - Dr. Wallacher Lajos főosztályvezető-helyettes, Igazságügyi Minisztérium
- Szakértő tagok:
  - Dr. Bacher Vilmos ügyvéd, S.B.G. & K. Ügyvédi Iroda (2003. július 1-jétől, Dr. Greiner István helyett)
  - Dr. Faludi Gábor, az ARTISJUS Magyar Szerzői Jogvédő Iroda Egyesület jogi igazgatója
  - Kézdi-Kovács Zsolt filmrendező, a Magyar Filmunió Kft. igazgatója
  - Kulcsár Péter, az Ipargazdasági Kutató és Tanácsadó Kft. ügyvezető igazgatója
  - Dr. Pakucs János, a Magyar Innovációs Szövetség elnöke
  - Dr. Vida Sándor, az állam- és jogtudományok doktora, iparjogvédelmi tanácsadó
  - Dr. Vörös Imre tanszékvezető egyetemi tanár, volt alkotmánybíró.

forrás Archiválva 2010. október 19-i dátummal a Wayback Machine-ben

## A Tanács tagjainak névsora 2011 és 2014 között
Elnöke: Bogsch Erik vezérigazgató, Richter Gedeon Vegyészeti Gyár Rt.
A Tanács további tagjai:
- Baán László közgazdász, a Szépművészeti Múzeum főigazgatója
- Barsiné Pataky Etelka, a Magyar Mérnöki Kamara elnöke
- Batta András zenetörténész, a LFZE rektora
- Blutman László egyetemi tanár, Szegedi Tudományegyetem
- Bod Péter Ákos egyetemi tanár, Corvinus Egyetem
- Borókai Gábor újságíró, a Heti Válasz főszerkesztője
- Freund Tamás akadémikus, az MTA KOKI igazgatója
- L. Simon László költő, irodalmár, az NKA elnöke
- Nagy Tamás építész, a MOME egyetemi tanára
- Pakucs János, a Magyar Innovációs Szövetség tiszteletbeli elnöke
- Prőhle Gergely helyettes államtitkár, Külügyminisztérium[4]

## A tagság megszűnése
- A tagság megszűnik:
  - a) a határozott idő elteltével;
  - b) lemondással;
  - c) visszahívással;
  - d) a képviselet ellátására jogosító tisztség megszűnésével;
  - e) a tag halálával.